# 명덕역
명덕(2·28민주운동기념회관)역(Myeongdeok(2·28 Democracy Movement Hall)Station, 明德(2·28民主運動紀念會館)驛)은 대한민국 대구광역시 중구 남산동과 남구 대명동에 걸쳐 있는 대구 도시철도 1호선과 대구 도시철도 3호선의 환승역이다.

## 특징
부역명은 2·28민주운동기념회관이다. 1호선과 3호선이 만나는 환승역이며, 1호선은 중앙대로에, 3호선은 명덕로에 있다.
1997년 11월 26일 대구 도시철도 1호선 1단계 개통과 함께 영업을 개시하였다. 2003년 2월 18일 대구 지하철 화재 참사로 인해 2003년 10월 20일까지 8개월 동안, 영업이 중단되었으며, 2009년 3월 13일 아양교역과 함께 2번 출구 앞에 엘리베이터가 신설되었다. 1호선의 경우 이 역과 반월당역 사이에 대구 도시철도 2호선과 연결되는 연결 선로가 있으며, 2호선 전동차가 월배차량사업소 중검수를 목적으로 이용한다. 2015년 4월 23일 대구 도시철도 3호선이 개통되면서 1호선과 3호선의 환승역이 되었고, 3호선 환승 통로는 대명2동 방면에 있다. 그리고 이 역은 대구 도시철도의 모든 환승역(청라언덕역, 명덕역, 반월당역) 중 유일하게 2면 2선의 상대식 승강장끼리 환승이 이루어지는 역이며, 대구 도시철도의 환승역 중 역 번호가 일치하지 않는다.
또, 어느 순간부터 명덕역에서 명덕(2.28민주운동기념회관)으로 역명이 바뀐 역이다.
3호선의 개통으로 기존 1호선 측 출구였던 2 ~ 4번 출구가 각각 5 ~ 7번 출구로 변경되었다.
이 역의 발빠짐 안내방송은 설화명곡 방면에서만 나온다. (안심 방면은 승강장에서는 발빠짐 안내방송이 나오나, 열차 안에서는 나오지 않는다.)

## 역명의 유래
역이 위치한 사거리인 명덕 네거리와 역 인근 도로인 명덕로에서 유래되었다.

## 역사
- 1997년 11월 26일 : 대구 도시철도 1호선 1단계 개통과 함께 영업 개시
- 2003년 2월 18일 : 대구 지하철 화재 참사로 8개월 동안 영업 중단
- 2003년 10월 21일 : 중앙로역 무정차 통과 방식으로 참사 8개월 만에 영업 재개
- 2009년 3월 13일 : 2번 출구 앞 엘리베이터 신설
- 2015년 4월 23일 : 대구 도시철도 3호선 개통으로 환승역이 됨
- 2016년 8월 5일 : 대구 도시철도 1호선 승강장 스크린도어, 자동 발빠짐 방지 장치[5] 설치

## 역 구조
두 노선 모두 2면 2선의 상대식 승강장을 갖추고 있으며, 두 노선 모두 스크린도어가 설치되어 있다. 1호선과 2호선의 환승역인 반월당역처럼 1호선에서 3호선으로 환승할 때 열차 앞칸과 끝칸에 환승 통로가 있다. 두 노선 모두 대합실을 통과하면 반대편 승강장으로 갈 수 있다. 3호선이 청라언덕역과 함께 확장공사를 완료하였다. 1호선의 경우, 승강장이 곡선이라서 열차와 승강장 사이가 넓어서 자동 발빠짐 방지 장치가 설치되어 있다.(설화명곡 방면만 설치됨, 안심 방면은 곡선 구간이 대부분 3호선 연결 통로쪽으로 많이 있어 자동 발빠짐 장치는 설치하지 않음)

### 1호선 승강장
| 교대 ↑   |
| \| 상    |
| ↓ 반월당 |

| 상행 | ● 대구 도시철도 1호선 | 영대병원 · 서부정류장 · 설화명곡 방면 |
| 하행 | ● 대구 도시철도 1호선 | 반월당 · 중앙로 · 안심 · 하양 방면    |

- 승강장 번호는 없다.
- 승강장 벽면 색상은 파란색이다.

### 3호선 승강장
| 남산↑      |
| \| 상      |
| ↓ 건들바위 |

| 상행 | ● 대구 도시철도 3호선 | 달성공원 · 만평 · 칠곡운암 · 칠곡경대병원 방면 |
| 하행 | ● 대구 도시철도 3호선 | 수성시장 · 수성못 · 범물 · 용지 방면           |

- 승강장 번호는 없다.

## 역 주변
| 나가는 곳 | 방면 |
| --------- | --- |
| 1         | 남산동우체국 경북여자정보고등학교 경북예술고등학교 명덕초등학교 자동차부속골목 우리은행 명덕지점 대구프린스호텔 대구광역시 청소년문화의집 대구프린스호텔 국제청소년예술단 |
| 2         | 남산동우체국 명덕초등학교 대구점자도서관 남산자동차골목 |
| 3         | 우리은행 명덕지점 경북여자상업고등학교 경북예술고등학교 대구교육대학교 명덕네거리                                                                                         |
| 4         | 우리은행 명덕금융센터 불교대구대학교 |
| 5         | 대구향교 건들바위네거리 명덕네거리 대백프라자 푸른병원 |
| 6         | 경북여자고등학교 남부교회 |
| 7         | 남산1동행정복지센터 남문시장 2.28민주운동기념회관 명덕초등학교 IM뱅크 남문시장지점                                                                                        |

## 승차량 변동
3호선 개통 이후 1호선 명덕역의 이용객이 크게 줄어든 것을 확인 할 수 있다.
| 노선  | 승차 인원 | 승차 인원 | 승차 인원 | 승차 인원 | 승차 인원 | 승차 인원 | 승차 인원 | 승차 인원 | 승차 인원 | 승차 인원 | 승차 인원 | 승차 인원 | 승차 인원 | 승차 인원 | 승차 인원 | 승차 인원 | 승차 인원 | 승차 인원 | 주석  |
| 노선  | 1997년    | 1998년    | 1999년    | 2000년    | 2001년    | 2002년    | 2003년    | 2004년    | 2005년    | 2006년    | 2007년    | 2008년    | 2009년    | 2010년    | 2011년    | 2012년    | 2013년    | 2014년    | 주석  |
| ----- | --------- | --------- | --------- | --------- | --------- | --------- | --------- | --------- | --------- | --------- | --------- | --------- | --------- | --------- | --------- | --------- | --------- | --------- | ----- |
| 1호선 | 3,007     | 4,726     | 5,104     | 미공개    | 4,743     | 4,910     | 1,337     | 4,534     | 4,624     | 6,115     | 5,976     | 5,971     | 5,919     | 5,953     | 6,080     | 5,874     | 5,849     | 5,579     | 주석  |
| 노선  | 2015년    | 2016년    | 2017년    | 2018년    | 2019년    | 2020년    | 2021년    | 2022년    | 2023년    | 2024년    | 2025년    | 2026년    | 2027년    | 2028년    | 2029년    | 2030년    | 2031년    | 2032년    | 주석  |
| 1호선 | 5,004     | 4,281     | 4,130     | 4,065     | 4,162     | 2,715     |           |           |           |           |           |           |           |           |           |           |           |           | [ 8 ] |
| 3호선 | 2,974     | 3,090     | 3,044     | 3,020     | 3,056     | 2,048     |           |           |           |           |           |           |           |           |           |           |           |           | [ 8 ] |

## 사진

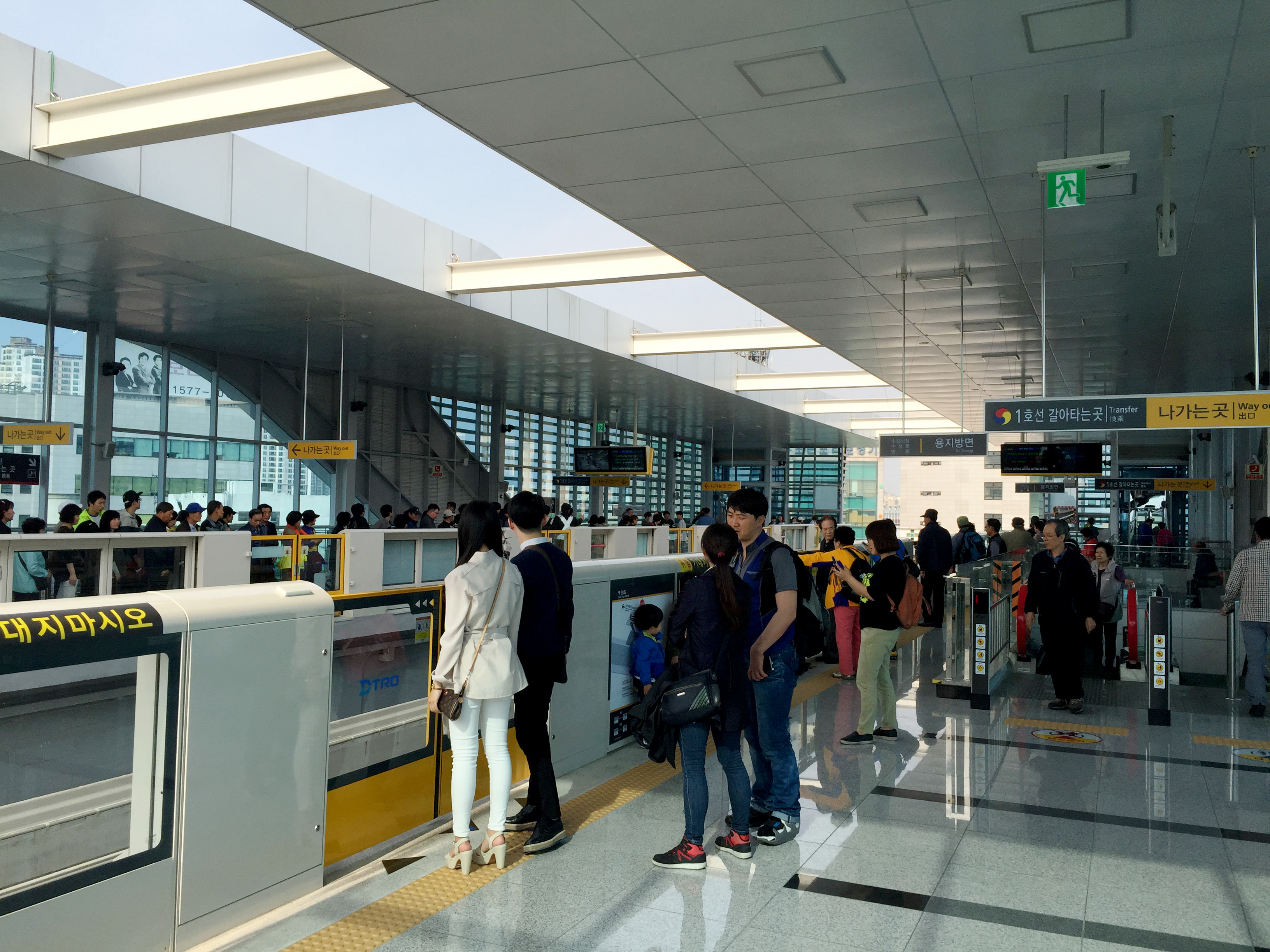
3호선 승강장(용지 방면)
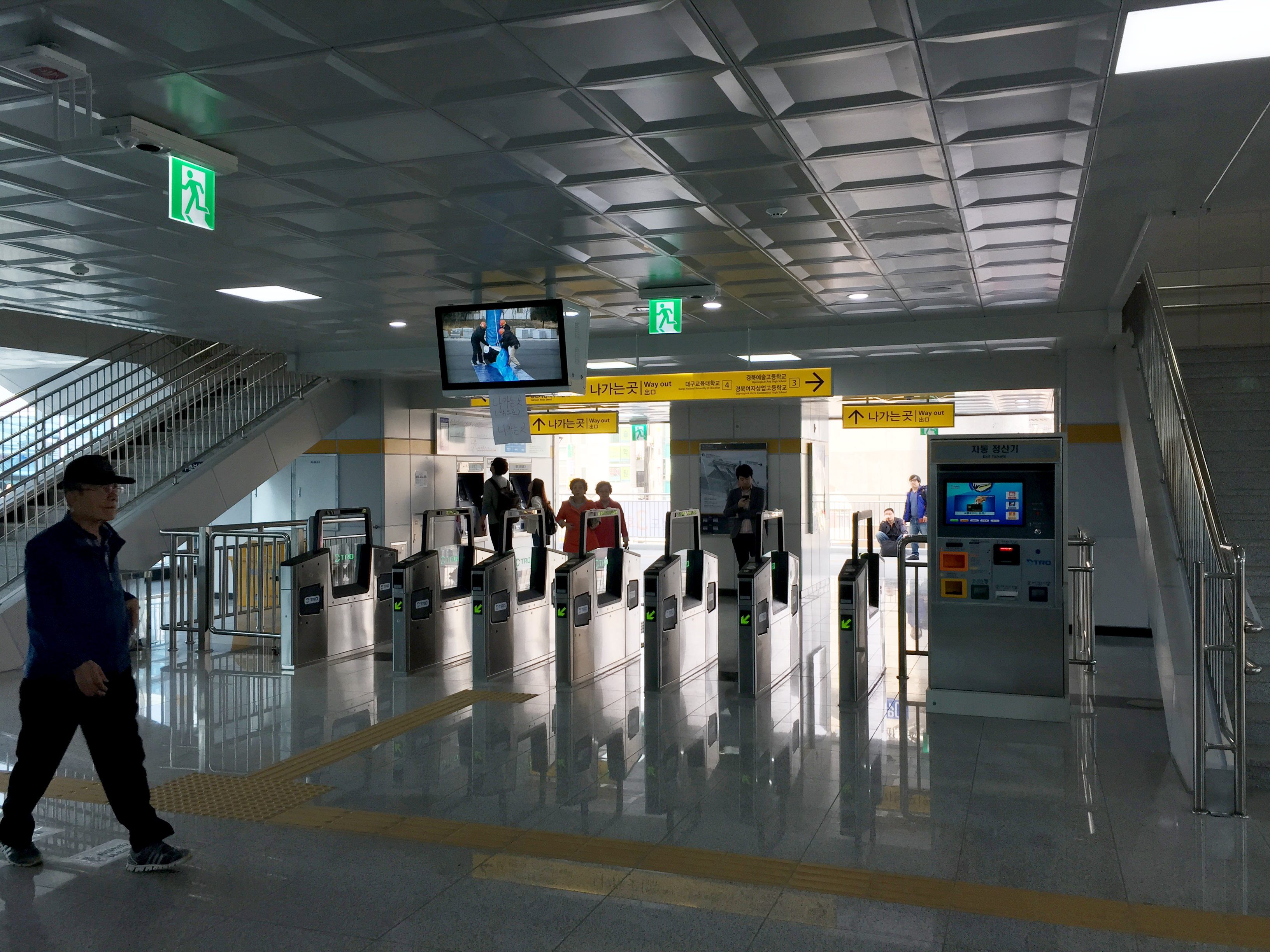
3호선 개찰구

## 인접한 역
| 대구 도시철도 1호선        | 대구 도시철도 1호선   | 대구 도시철도 1호선    |
| -------------------------- | --------------------- | ---------------------- |
| 128 교대 설화명곡 방면     | ● 대구 도시철도 1호선 | 130 반월당 하양 방면   |
| 대구 도시철도 3호선        |                       |                        |
| 330 남산 칠곡경대병원 방면 | ● 대구 도시철도 3호선 | 332 건들바위 용지 방면 |